# L'uomo che ho ucciso
(Dottor Holderlin)
L'uomo che ho ucciso (Broken Lullaby) è un film del 1932 diretto da Ernst Lubitsch. La sceneggiatura di Ernest Vajda e Samson Raphaelson si basa sul lavoro teatrale L'Homme que j'ai tué di Maurice Rostand andato in scena a Parigi il 15 gennaio 1930 e adattato in inglese da Reginald Berkeley con il titolo The Man I Killed.

## Trama
Un musicista francese, Paul Renard, uccide il soldato tedesco Walter Holderlin durante la prima guerra mondiale e dilaniato dal rimorso decide di andare a trovare la famiglia in Germania.
Il padre di Walter non lo accoglie bene, ma cambia idea quando la fidanzata di Walter, Elsa, riconosce in Paul l'uomo che ha posato dei fiori sulla tomba. Paul non riesce subito a trovare il coraggio di dire la verità, tant'è che sostiene che aveva conosciuto Walter in un conservatorio musicale. Una volta che Elsa lo conduce nella camera del suo ex-fidanzato, Paul le rivela la verità, ma lei lo persuade a non parlarne con i genitori, che nel frattempo lo hanno considerato come un figlio adottivo.

## Produzione
Il film fu prodotto dalla Paramount Pictures. Secondo fonti moderne, le riprese furono effettuate nei mesi di settembre e ottobre del 1931.

## Distribuzione
Il copyright del film venne registrato il 26 gennaio 1932 con il numero LP2883. Distribuito dalla Paramount Pictures, il film uscì nelle sale cinematografiche USA il 24 gennaio dopo essere stato presentato in prima a New York il 19 gennaio 1932.
Le date di uscita internazionali nel corso del 1932 sono state:
- 19 gennaio negli Stati Uniti (Broken Lullaby)
- 25 febbraio in Svezia (Den brustna melodien)
- 6 marzo in Finlandia
- 4 giugno in Danimarca (Manden han dræbte)
- 15 luglio in Francia (L'homme que j'ai tué)
- 15 novembre in Germania (Der Mann, den sein Gewissen trieb)
- 5 dicembre in Portogallo (O Homem Que Eu Matei)
- 1933 in Austria (Der fremde Sohn)